# Julito Cortes
Julito Buhisan Cortes (ur. 4 lipca 1956 w Parañaque) – filipiński duchowny rzymskokatolicki, od 2013 biskup Dumaguete.

## Życiorys

### Studia i prezbiterat
Wstąpił do seminarium w Cebu City i tam rozpoczął studia filozoficzne. Odbył studia teologiczne na manilskim Uniwersytecie św. Tomasza, które ukończył w 1982 z tytułem licencjata. Ponadto doktoryzował się z teologii dogmatycznej na rzymskim Angelicum.
Święcenia prezbiteratu otrzymał 24 października 1980 i został inkardynowany do diecezji Dumaguete. Pracował przede wszystkim w miejscowym seminarium, gdzie pełnił funkcje prefekta studiów (1981–1983), dziekana (1983–1985) oraz rektora (1989–1996). W 1989 został wikariuszem generalnym diecezji, zaś w latach 1990–1992 był także koordynatorem przygotowań i przebiegu pierwszego synodu diecezjalnego. W 1996 otrzymał nominację na proboszcza w Bacong. W latach 2000–2001 był tymczasowym administratorem diecezji.

### Episkopat
24 października 2001 papież Jan Paweł II mianował go biskupem pomocniczym archidiecezji Cebu i przydzielił mu stolicę tytularną Severiana. Sakry biskupiej udzielił mu 8 stycznia 2002 ówczesny arcybiskup Cebu, kard. Ricardo Vidal. Jednocześnie kard. Vidal mianował go proboszczem parafii Różańca Świętego w Cebu. W latach 2004–2013 był przewodniczącym archidiecezjalnej komisji ds. formacji.
28 września 2013 papież Franciszek mianował go biskupem Domaguete. Rządy w diecezji objął 5 grudnia 2013.